# Martyn Ford
Martyn Ford (Staffordshire, Inglaterra, 26 de mayo de 1982), también conocido como The Nightmare of Hulk, es un actor de cine y culturista británico.

## Primeros años
Comenzó a practicar fitness a la edad de 11 años. Más tarde, se unió al equipo Warwickshire County Cricket cuando era adolescente y tenía el sueño de convertirse en un jugador de cricket internacional para Inglaterra. Sin embargo, a los 19 años, durante uno de los entrenamientos, sufrió una grave lesión y padeció un caso severo de fiebre glandular (mononucleosis infecciosa), lo que lo obligó a dejar de entrenar durante aproximadamente 12 meses. Fue entonces cuando decidió adentrarse en el mundo del fitness y el culturismo.
En 2016, apareció en la portada de la edición de invierno de la revista Muscle Sport, y en marzo de 2018, fue destacado en la portada de Muscle & Fitness.

## Carrera de actuación
En 2016, Martyn Ford hizo su debut en la industria cinematográfica con un papel en Boyka: Invicto IV, donde interpretó al personaje de Koshmar. Después de su debut, continuó construyendo su cartera de actuación con apariciones en varias películas. En 2018, apareció en Robin Hood: The Rebellion, interpretando al personaje de Brimstone, y apareció en la película de comedia de acción Kill Ben Lyk, donde interpretó al personaje de Bale. Ese mismo año, también apareció en The Marine 6: Close Quarters como Oscar Hayes, junto al luchador profesional Shawn Michaels y el actor The Miz.
La participación de Ford en la industria cinematográfica se amplió aún más en 2018 cuando apareció en Final Score, protagonizada junto a Pierce Brosnan, Ray Stevenson y Dave Bautista. En la película, Ford interpretó al personaje de Vlad, contribuyendo a la trama llena de acción. Además, mostró sus habilidades de actuación en la película de terror zombie Redcon-1 como el cabo Jacob Gallagher, añadiendo profundidad a su repertorio. En 2021, Martyn pasó a formar parte de la popular franquicia Fast & Furious con su papel del teniente Sue en F9.
Además del cine, también ha aparecido en series de televisión. En 2021, se unió al elenco de The Nevers, una serie dramática de fantasía, donde interpretó al personaje Nicholas Perbal (también llamado "Odium") en tres episodios.
En junio de 2023, fue anunciado como el actor que interpretaría a Shao Kahn en Mortal Kombat II, secuela de la película Mortal Kombat de 2021.

## Carrera como luchador
En 2018 firmó un contrato con la federación polaca de artes marciales mixtas - KSW. El debut de Ford para estaba previsto inicialmente para el 14 de septiembre de 2019, pero debido a una interesante propuesta actoral, renunció a actuar en Londres. La siguiente fecha propuesta para presentarse en la jaula era junio de 2021, pero la pelea no se volvió a realizar. El debut final de Ford estaba programado para el 2 de abril de 2022 en Celebrity Boxing en Londres y su oponente iba a ser Sajjad Gharibi, conocido como el Hulk iraní.

## Filmografía
| Año  | Título                                    | Rol                    | Notas         |
| ---- | ----------------------------------------- | ---------------------- | ------------- |
| 2016 | Boyka: Invicto IV                         | Koshmar                |               |
| 2017 | Kingsman: The Golden Circle               | Guardia de Glastonbury |               |
| 2018 | Accident Man                              | Masajista              |               |
| 2018 | Redcon-1                                  | Cabo Jacob Gallagher   |               |
| 2018 | Viking Destiny                            | Torstein Steiner       |               |
| 2018 | Final Score                               | Vlad                   |               |
| 2018 | The Marine 6: Close Quarters              | Óscar Hayes            |               |
| 2018 | Kill Ben Lyk                              | Bala                   |               |
| 2018 | Robin Hood: La Rebelión                   | Azufre                 |               |
| 2020 | The Intergalactic Adventures of Max Cloud | Musculoso              |               |
| 2021 | F9                                        | Teniente Sue           |               |
| 2023 | The Machine                               | Sponge                 |               |
| 2025 | Mortal Kombat 2                           | Shao Kahn              | Posproducción |

| Año  | Título                | Rol                     | Notas       |
| ---- | --------------------- | ----------------------- | ----------- |
| 2016 | Of Kings and Prophets | Goliath                 | 1 episodio  |
| 2017 | Benidorm              | Hercules                | 1 episodio  |
| 2021 | The Nevers            | Nicholas Perbal 'Odium' | 3 episodios |
| 2022 | The Sandman           | Squatterbloat           | 1 episodio  |
| 2024 | Those about to die    | Flamma                  | 6 episodios |